# Johnny & Associates
Johnny & Associates (jap. 株式会社ジャニーズ事務所 Kabushiki-gaisha Janīzu Jimusho) – agencja utworzona przez Johnny’ego Kitagawę w 1962 roku zajmująca się tworzeniem i promowaniem męskich grup muzycznych w Japonii. Oryginalnie agencja została założona w celu szkolenia artystów teatralnych, aby stworzyć musical podobne na kształt West Side Story.
W czasach obecnych agencja odrzuca nominacje do nagród przemysłu japońskiego. Jednym z powodów był fakt, iż grupa Nina, w 1990 roku podczas 32 Japan Record Awards, została skategoryzowana jako grupa grająca rock/pop, natomiast Johnny & Associates utrzymywali, iż grupa gra enkę/kayōkyoku. Innym powodem jest fakt, iż takie nominacje mogłyby spowodować niezdrową konkurencję wewnątrz agencji.
Po debiucie grupy zostają przydzielone wytwórni płytowych takich jak Johnny's Entertainment, J Storm czy innych wytwórni, chociażby tych, których właścicielem jest Avex Trax. Niezależnie od przynależności do poszczególnych wytwórni, wszystkie zespoły i członkowie nadal są związani z Johnny & Associates.

## Artyści
Zespoły i soliści (debiuty)
- 1962: Johnnys
  - wytwórnia: Teichiku Records
  - członkowie: Hiromi Maie, Osami Iino, Teruhiko Aoi
- 1967: Four Leaves
  - wytwórnia: Sony Music Entertainment Japan
  - członkowie: Kouji Kita, Takashi Aoyama, Toshio Egi, Masao Orimo
  - byli członkowie: Nagata Eiji
- 1973: Hiromi Go
  - wytwórnia: CBS Sony
- 1975: Johnnys Junior Special
  - wytwórnia:
- 1980: Masahiko Kondo (solo)
  - wytwórnia: Sony Music Japan
- 1981: Shibugakitai
  - wytwórnia: CBS Sony
  - członkowie: Toshikazu Fukawa, Masahiro Motoki, Hirohide Yakumaru
- 1983: THE GOOD-BYE
  - wytwórnia: Victor Music Industries
  - członkowie: Yoshio Nomura, Yashisa Soga, Hachirou Kaga, Kouichi Etou
- 1985 Shōnentai 
  - wytwórnia: Johnny's Entertainment
  - członkowie: Kazukiyo Nishikiori, Katsuhide Uekusa, Noriyuki Higashiyama
- 1987: Hikaru Genji 
  - wytwórnia: Pony Canyon
  - członkowie Hikaru: Koji Uchiumi, Mikio Osawa
  - członkowie Genji: Kazumi Morohoshi, Hiroyuki Sato, Junichi Yamamoto, Akasaka Akira, Atsuhiro Sato
- 1987: OTOKOGUMI
  - wytwórnia:
  - członkowie:: Shoji Narita, Kazuya Takahashi, Keniji Okamoto, Koyo Maeda
- 1990: Ninja
  - wytwórnia:
  - członkowie: Susumu Yanagisawa, Naoto Endou, Shin’ya Masaki, Nobuhide Tagaki
  - byli członkowie: Shiga Yasunobu, Furukawa Eiji
- 1991: SMAP
  - wytwórnia: Victor Entertainment
  - członkowie: Masahiro Nakai, Takuya Kimura, Tsuyoshi Kusanagi, Gorō Inagaki, Shingo Katori
  - byli członkowie: Katsuyuki Mori
- 1994: TOKIO
  - wytwórnia: J Storm
  - członkowie: Masahiro Matsuoka, Taichi Kokubun, Shigeru Joshima
  - byli członkowie: Tatsuya Yamaguchi, Tomoya Nagase
- 1995: V6
  - wytwórnia: Avex Trax
  - członkowie: Masayuki Sakamoto, Hiroshi Nagano, Yoshihiko Inohara, Go Morita, Ken Miyake, Junichi Okada
- 1997: KinKi Kids
  - wytwórnia: Johnny's Entertainment
  - członkowie: Koichi Domoto, Tsuyoshi Domoto
- 1999: Arashi
  - wytwórnia: J Storm
  - członkowie: Masaki Aiba, Jun Matsumoto, Kazunari Ninomiya, Satoshi Ōno, Sakurai Shō
- 2002: Tackey & Tsubasa
  - wytwórnia: Avex Trax
  - członkowie: Hideaki Takizawa,Tsubasa Imai
- 2003: NEWS
  - wytwórnia: Johnny's Entertainment
  - członkowie: Koyama Keiichiro, Masuda Takahisa, Kato Shigeaki
  - byli członkowie: Hiroki Uchi, Hironori Kusano, Takahiro Moriuchi, Yamashita Tomohisa, Ryō Nishikido, Tegoshi Yuya
- 2004: Kanjani 8
  - wytwórnia: Teichiku Records (Imperial Records)
  - członkowie: You Yokoyama Shingo Murakami, Ryūhei Maruyama, Shota Yasuda, Tadayoshi Ōkura
  - byli członkowie: Hiroki Uchi, Subaru Shibutani, Ryō Nishikido
- 2006: KAT-TUN
  - wytwórnia: J-One Records
  - członkowie: Kazuya Kamenashi, Tatsuya Ueda, Yūichi Nakamaru
  - byli członkowie: Jin Akanishi, Kōki Tanaka, Junnosuke Taguchi,
- 2006: Tegomassu
  - wytwórnia: Johnny's Entertainment
  - członkowie: Tegoshi Yuya, Masuda Takahisa
- 2007: Hey! Say! JUMP
  - wytwórnia: J Storm
  - członkowie: Hey! Say! Best: Kota Yabu, Yuya Takaki, Kei Inoo, Hikaru Yaotome, Daiki Arioka
  - członkowie Hey! Say! 7: Ryosuke Yamada, Yuto Nakajima, Yuri Chinen
  - byli członkowie: Ryutaro Morimoto, Keito Okamoto
- 2009: Yuma Nakayama / B.I. Shadow
  - wytwórnia: Johnny's Entertainment
  - członkowie: Yuma Nakayama, Kento Nakajima, Fuma Kikuchi, Hokuto Matsumura, Yugo Kochi
  - byli członkowie: Misaki Takahata
- 2011: Kis-My-Ft2
  - wytwórnia: Avex Trax
  - członkowie: Kento Senga, Toshiya Miyata, Wataru Yokoo, Taisuke Fujigaya, Yuta Tamamori, Takashi Nikaido
  - byli członkowie: Hiromitsu Kitayama
- 2011: Sexy Zone
  - wytwórnia: Pony Canyon
  - członkowie: Kento Nakajima, Fuma Kikuchi, Shori Sato, So Matsuhima
  - byli członkowie: Marius Yo
- 2012: A.B.C-Z
  - wytwórnia: Pony Canyon
  - członkowie: Ryosuke Hashimoto, Shota Totsuka, Ryoichi Tsukada, Koichi Goseki
  - byli członkowie: Fumito Kawai
- 2014: Johnny's WEST
  - wytwórnia: Johnny's Entertainment
  - członkowie: Daiki Shigeoka, Akito Kiriyama, Junta Nakama, Tomohiro Kamiyama, Ryusei Fujii, Takahiro Hamada, Nozomu Kotaki
- 2018: King & Prince
  - wytwórnia: Project K&P
  - członkowie: Kaito Takahashi, Ren Nagase
  - byli członkowie: Genki Iwahashi, Sho Hirano, Yuta Jinguji, Yuta Kishi
- 2020: SixTONES
  - wytwórnia: Sony Music Entertainment Japan
  - członkowie: Yugo Kochi, Taiga Kyomoto, Juri Tanaka, Hokuto Matsumura, Jesse, Shintaro Morimoto
- 2020: Snow Man
  - wytwórnia: MENT Recording
  - członkowie: Hikaru Iwamoto, Tatsuya Fukazawa, Maito Raul Murakami, Shota Watanabe, Koji Mukai, Ryohei Abe, Ren Meguro, Ryota Miyadate, Daisuke Sakuma
- 2021: Naniwa Danshi
  - wytwórnia: J Storm
  - członkowie: Daigo Nishihata, Ryusei Onishi, Shunsuke Michieda, Kyohei Takahashi, Kento Nagao, Joichiro Fujiwara, Kazuya Ohashi
- 2022: Travis Japan
  - wytwórnia: Universal Music Japan
  - członkowie: Kaito Miyachika, Kaito Nakamura, Ryuya Shimekake, Noel Kawashima, Shizuya Yoshizawa, Genta Matsuda, Kaito Matsukura

Podgrupy / grupy tymczasowe
- 1998: J-Friends
  - wytwórnia: Johnny's Entertainment
  - członkowie: TOKIO, KinKi Kids, V6
- 2000: Secret Agent
  - wytwórnia: Sony Music Records
  - członkowie: Noriyuki Higashiyama, Ryō Nishikido
- 2005: Toraji-Haiji
  - członkowie: Tsuyoshi Domoto, Taichi Kokubun
- 2005: Shuuji to Akira
  - wytwórnia: Johnny's Entertainment
  - członkowie: Kazuya Kamenashi, Yamashita Tomohisa
- 2006: Kitty GYM
  - wytwórnia: Johnny's Entertainment
  - członkowie: Hiromitsu Kitayama, Kei Inoo, Shota Totsuka, Hikaru Yaotome, Golf & Mike, Tomohisa Yamashita
- 2007: Trio the Shakiin
  - wytwórnia: Johnny's Entertainment
  - członkowie: Noriyuki Higashiyama, Go Morita, Kenta Suga (nie jest członkiem Johnny & Associates)
- 2007: Hey! Say! 7
  - członkowie: Ryosuke Yamada, Yuto Nakajima, Yuuri Chinen], Daiki Arioka, Yuya Takaki
- 2008: Matchy with Question?
  - członkowie: Masahiko Kondo, Daijiro Yonemura, Yoshihiro Yodogawa, Kazuyori Fujiie, Akun Igo, Daisuke Ishigaki
- 2009: The SHIGOTONIN
  - członkowie: Noriyuki Higashiyama, Masahiro Matsuoka, Tadayoshi Ōkura
- 2009: NYC boys
  - wytwórnia: Johnny's Entertainment
  - członkowie: Ryosuke Yamada, Yuri Chinen, Yuma Nakayama, Kento Nakajima, Fuma Kikuchi, Hokuto Matsumura, Yugo Kochi

Johnny's Jr.
Johnny's Jrs. – członkowie agencji, którzy oficjalnie nie zadebiutowali. Ich główną rolą jest wykonywanie piosenek grup, które zostały wydane (przeważnie w programie Shounen Club). Są także tancerzami – często biorą udział w koncertach.
- Ae! group
  - wytwórnia: Universal Music Japan
  - członkowie: Yoshinori Masakado, Seiya Suezawa, Keita Richard Kusama, Ken Kojima, Masaya Sano
  - byli członkowie: Taisei Fukumoto
- Bishounen
  - wytwórnia: Starto Entertainment
  - członkowie: Naoki Fujii, Taisho Iwasaki, Yuto Nasu, Ryuga Sato, Hidaka Ukisho, ISSEI
- HiHi Jets
  - wytwórnia: Starto Entertainment
  - członkowie: Ryo Hashimoto, Mizuki Inoue, Soya Igari, Yuto Takahashi, Ryuto Sakuma